# 孫玉庭
孫玉庭（1752年—1834年），字嘉樹，號寄圃，山东济宁人，清朝政治人物。同進士出身。官至體仁閣大學士、兩江總督。

## 生平
乾隆四十年（1775年），登進士，改庶吉士。嘉庆七年（1802年）七月十一，由湖北布政使升任廣西巡撫。嘉庆八年九月十四（1803年10月29日），调任广东巡抚。嘉庆九年（1804年）十一月二十九，由广东巡抚调任廣西巡撫。嘉庆十年六月初八（1805年7月4日），再任广东巡抚。十三年（1808年）罢任。十五年（1810年）为云南巡抚，后为湖广总督、两江总督。道光元年（1821年）二月以两江总督授协办大学士，四年（1824年）闰七月迁体仁阁大学士，因为监督治理黄河不力被革职留任。五年（1825年）六月，以编修休致。道光十四年（1834年）赏四品顶戴，同年去世，年八十二岁。

## 著作
有《寄圃老人自記年譜》《延釐堂集》。

## 家族
- 父孫擴圖，字充之，號適齋。 乾隆元年舉人，官杭州府錢塘縣知縣，亦是鄭燮之友，主萊州北海、溫州東山書院講席，著《萊游草》《東山吟草》《于京集》《釣雪集》《秋柳集》《田園雜詩》《一松齋古文》等。
- 長子孫善寶，以舉人廕生授刑部員外郎，官至江蘇巡撫；三子孫瑞珍，道光三年進士，由翰林官至戶部尚書，諡文定。
- 次子孫仁榮之子孫毓溎，道光二十四年一甲一名状元，官至浙江按察使；
- 孫瑞珍之子孫毓汶亦以咸豐六年一甲二名榜眼，官至兵部尚書，清史稿自有傳。
- 曾孫孫楫，咸豐二年進士，翰林院庶吉士，官至順天府府尹。
- 另有濟寧玉堂酱园自嘉慶九年起為其家族所經營並將其產品進貢入宮。
- 孫氏四世並歷清要，祖孫三代官至一品，家門之盛，北方士族無與埒焉。

## 延伸阅读
[在维基数据编辑]
 《清史稿·卷366》，出自趙爾巽《清史稿》